# Тероризам у израелско-арапском конфликту
Тероризам се у израелско-арапском конфликту почео користити као неконвенционални облик борбе крајем 60-их година 20. века, мада су се неки инциденти догађали и раније.

Крајем шездесетих година прекогранични упади на израелску територију еволуирали су у смишљену стратегију борбе против Израела терористичким средствима. Поступно је тероризам, као облик политичке борбе, прихватила већина оружаних организација у региону, од Муслиманског братства у Египту до Хезболаха у Либану.

## Историја
Шездесетих година је блискоисточни конфликт изашао изван оквира региона. Након што је арапска немоћ на бојном пољу доказана у три рата са понижавајућим исходом за арапске земље, Палестинци су посегли за другим методама борбе. Десетине младих Арапа чији су родитељи избегли из некадашњег британског мандата Палестине, а који су рођени и одрасли у избегличким логорима јер им је била забрањена репатријација од стране арапских режима где су се налазили, били су седамдесетих година спремни да умру за палестинску ствар у спектакуларним терористичким подвизима. Седамдесетих година су светске агенције готово седмичним ритмом извештавале о некој терористичкој акцији, понекад изведеној хиљадама километара далеко од Блиског истока, иза које су стајали Палестинци.
Убрзо након краја Првог израелско-арапског рата 1949. године почињу упади палестинских федајина на израелску територију где су мета често били израелски цивили, за шта се Израел реванширао оружаним одговором на територији земље из које је напад дошао. Осим у Израелу, палестинске избеглице су 1951. године извеле убиство јорданског краља Абдулаха. Палестински герилски и терористички напади на Израел добили су политички оквир на самиту Арапске лиге у јуну 1964. године, у тада још увек арапском Јерусалиму, стварањем Палестинске ослободилачке организације. ПЛО Јасера Арафата ће у каснијем стадијуму постојања одбацити тероризам и изградити имиџ политичког покрета, но и даље ће задржати везе с радикалним палестинским организацијама.

### Терористички акти Израелаца
Израелске обавештајне службе су и саме изводиле атентате и акције терористичког карактера у иностранству. Најзначајнија израелска кампања је била тзв. Афера Лавон, усмерена против Египта, а названа по израелском министру одбране Пинхасу Лавону. Наиме, почетком педесетих година су агенти израелског Мосада широм Египта постављали бомбе на западне циљеве, с намером дискредитације новог египатског режима и спречавања британског повлачења из Египта.

### Серија палестинских терористичких напада
У јуну 1968. године тројица Палестинаца су отела авион израелске компаније Ел Ал на лету из Рима у Тел Авив. Иако су се отмице авиона догађале и раније, Ел Алов авион је био први који је отет у политичке сврхе. Захваљујући публицитету који је отмица придобила палестинској ствари, дошло је до експлозије сличних акција у чему су поновно предњачили Палестинци. Уследиле су нове велике палестинске терористичке акције; у августу 1970. године су симултано отета четири авиона која су уништена у јорданској пустињи и инициран је међуарапски рат у Јордану. У септембру 1972. године, неколико дана након почетка Олимпијских игара у Минхену, осам терориста из организације "Црни септембар" упало је у Олимпијско село и узело групу израелских спортиста за таоце. Захваљујући присутним ТВ камерама из целога света, милиони људи су били у прилици да прате крваве догађаје у Олимпијском селу када је након траљаве акције немачке полиције погинуло свих девет талаца.
У јуну 1976. године група палестинских терориста повезаних с немачком организацијом Бадер Мајнхоф отела је авион Ер Франса на лету из Израела у Француску и преусмерила га према Уганди, у срцу Африке. Отмичари су тражили пуштање затворених палестинских бораца у Израелу, Кенији, Западној Немачкој и Швајцарској, претећи почетком ликвидације талаца. Иако је израелски став према тероризму био традиционално непопустљив, израелска влада се упустила у преговоре док је војска ужурбано радила на плану ослобађања талаца. У крајње ризичној операцији упркос удаљености од неколико хиљада километара, израелски командоси, које су водили будући израелски премијер Ехуд Барак и брат израелског премијера Бенјамина Нетанјахуа - Јонатан Нетанјаху, су савладали угандске војнике и отмичаре. Таоци су ослобођени уз минималне губитке и враћени у Израел. Операција израелских командоса у Ентебу 1976. године остала је до данас једна од најсмелијих командоских акција свих времена.
Нарочито су тешке биле палестинске терористичке акције са великим цивилним жртвама, међу којима је било и много деце. Отмица аутобуса у месту Авивим Мосхав 1970. године, рушење стамбене зграде у насељу Кирјат Шмона 1974. године, те школе у кибуцу Маалот месец дана касније, као и велики медијски публицитет који је добио ПЛО када је заузео брод „Ахиле Лауро“ 1985. године.

### Ширење тероризма
Поступно су тероризам као облик политичке борбе прихватили готово сви политички покрети широм региона. У Египту је седамдесетих година терористичку делатност прихватио покрет Муслиманска браћа основан још двадесетих година XX века. Најпознатија акција изведена у сарадњи са другом египатском организацијом, Исламским Џихадом, је убиство египатског председника Садата 1981. године, као одмазда за репресије према египатским фундаменталистима и приближавање Египта Израелу. Муслиманска браћа су играла улогу у збивањима у региону; у војном удару у Судану 1989. године, те у неуспелом устанку против сиријског режима у граду Хамаху 1982. године. Након што су Муслиманска браћа прихватила политику као модус деловања, деведесетих година су главнину терористичких активности у Египту преузеле терористичке организације Исламски џихад и Гама ал исламија.
У Либану је пак, утицај Ирана на локалне шиите имао за последицу организовање терористичке организације Хезболах и појаву самоубилачког тероризма. У априлу 1983. године изведен је први велики самоубилачки напад чији је циљ била америчка амбасада у Бејруту. Зграда амбасаде је готово у потпуности уништена, а акција је одвела у смрт 63 људи. Двадесеттрећег октобра исте године изведена је нова велика самоубилачка акција; симултани напади аутомобилима бомбама на базу америчких маринаца на бејрутском аеродрому, те на касарну француских падобранаца. Погинуо је 241 амерички маринац и 58 француских војника! За америчке оружане снаге самоубилачке акције у Бејруту су биле тежак ударац и највећи људски губитак након Вијетнамског рата, као и за француску војску након Алжирског рата. Самоубилачки напади Хезболаха имали су несумњиве политичке консеквенце. Наиме, Сједињене Америчке Државе, Велика Британија и Италија су у фебруару 1984. године повукле своје војнике из Либана, а неколико месеци касније је то учинила и Француска. Након што су изгубили западне војнике као мету, Хезболах се окренуо самоубилачким акцијама против израелских трупа у Либану и регуларне либанске војске. Укупно је у Либану од 1983. до 1999. године изведено педесетак самоубилачких акција, од чега се готово половина може приписати Хезболаху.
Медијски најекспонираније терористичке акције деведесетих година су у сваком случају биле самоубилачке акције палестинских терористичких организација са циљем поткопавања блискоисточног мировног процеса. Са праксом самоубилачких напада палестинске организације почињу веома касно, први напад је забележен тек 1994. године. Две најважније палестинске терористичке организације које су практиковале самоубилачке нападе су Хамас и Исламски Џихад, којима се од почетка 2002. године придружила и организација Бригаде мученика Ал Аксе. Мете палестинских бомбаша самоубица готово су искључиво цивили.